# Podaga
Podaga je slovanský bůh který byl ctěn kmenenm Vagrů v Plönu, v dnešním Holštýnsku. V historických pramenech je zmiňován pouze jednou a to ve 12. století Helmoldem z Bosau:
| „ | Jedni totiž vystavují v chrámech sochy vybájených tvarů, jako je ploňská modla, která se nazývá Podaga, jiní bozi přebývají v lesích nebo hájích, jako Prove, bůh Oldenburgu, a nejsou jasně zobrazováni.“ | “ |

Jeho svatyně byla zničena v průběhu let 1138–1139. Souvislost s Pogodou, božstvem počasí, jehož existence je nejistá, zmiňovaným Janem Długoszem, je nepravděpodobná. Jan Máchal jméno tohoto božstva vykládá v duchu euhemerismu z vlastního jména Budigoj.